# Limburgse Laurier
De Limburgse Laurier was een Belgische sportprijs, die de beste sporter en sportclub van Limburg van het afgelopen jaar bekroont. De prijs werd sinds 1982 uitgereikt door het provinciebestuur. Men kon de prijs slechts eenmaal winnen. In 2001 werd daar door de samenwerking met TV Limburg en Het Belang van Limburg eenmalig van afgeweken. In 2012 werd de prijs voor het laatst uitgereikt.
Sinds 1997 werd ook een trofee voor de beste sportclub uitgereikt.

## Sporters
| jaar | laureaat                    | sport             |
| ---- | --------------------------- | ----------------- |
| 2012 | Hans Van Alphen             | atletiek          |
| 2011 | Jelle Vanendert             | wielrennen        |
| 2010 | Steven Van Broeckhoven      | windsurfen        |
| 2009 | Nicky Houba                 | handbal           |
| 2008 | Roel Paulissen              | mountainbike      |
| 2007 | Jan Boyen                   | wielrennen        |
| 2006 | Tia Hellebaut               | atletiek          |
| 2005 | Marc Wauters                | wielrennen        |
| 2004 | Kathleen Smet               | triatlon          |
| 2003 | Bob Maesen                  | kajak             |
| 2002 | Danny Boffin                | voetbal           |
| 2001 | Kim Clijsters Stefan Everts | tennis motorcross |
| 2000 | Kim Clijsters               | tennis            |
| 1999 | Jan Baillien                | waterskiën        |
| 1998 | Freddy Loix                 | rally             |
| 1997 | Marnicq Bervoets            | motorcross        |
| 1996 | Steve Orens                 | atletiek          |
| 1995 | Patrick Stevens             | atletiek          |
| 1994 | Sabrina Bellavia            | zwemmen           |
| 1993 | Jacky Martens               | motorcross        |
| 1992 | Heidi Rakels                | judo              |
| 1991 | Stefan Everts               | motorcross        |
| 1990 | Erik Schoefs                | wielrennen        |
| 1989 | Ludo Philippaerts           | paardensport      |
| 1988 | Lei Clijsters               | voetbal           |
| 1987 | Marleen Renders             | atletiek          |
| 1986 | Eddy Evens                  | volleybal         |
| 1985 | René Vandereycken           | voetbal           |
| 1984 | Eric Vanderaerden           | wielrennen        |
| 1983 | Karel Lismont               | atletiek          |
| 1982 | Ingrid Berghmans            | judo              |

## Sportclubs
| jaar | laureaat                   | sport       |
| ---- | -------------------------- | ----------- |
| 2013 | Initia Hasselt             | handbal     |
| 2012 | Noliko Maaseik             | volleybal   |
| 2011 | KRC Genk                   | voetbal     |
| 2010 | nationale jumpingploeg     | paardrijden |
| 2009 | United HC Tongeren         | handbal     |
| 2008 | Noliko Maaseik             | volleybal   |
| 2007 | Datovoc Tongeren           | volleybal   |
| 2006 | Juventus Melveren dames    | handbal     |
| 2005 | Euphony Basket Bree        | basketbal   |
| 2004 | Neerpeltse Watersport Club | kanovaren   |
| 2003 | Eburon Tongeren            | volleybal   |
| 2002 | DHC Meeuwen                | handbal     |
| 2001 | Noliko Maaseik             | volleybal   |
| 2000 | Isola Tongeren             | volleybal   |
| 1999 | Neerpeltse Watersport Club | kanovaren   |
| 1998 |                            |             |
| 1997 |                            |             |